# Micropanchax
Micropanchax – rodzaj ryb karpieńcokształtnych z rodziny piękniczkowatych (Poeciliidae).

## Klasyfikacja
Gatunki zaliczane do tego rodzaju:
- Micropanchax bracheti
- Micropanchax camerunensis
- Micropanchax ehrichi
- Micropanchax hutereaui
- Micropanchax johnstoni
- Micropanchax katangae
- Micropanchax keilhacki
- Micropanchax kingii
- Micropanchax loati
- Micropanchax macrophthalmus – błyskotek wielkooki[4], lśniącooczka wielkooka[5]
- Micropanchax pfaffi
- Micropanchax rudolfianus
- Micropanchax scheeli